# Вечерлейское сельское поселение
Вечерлейское се́льское поселе́ние — упразднённое муниципальное образование в Атяшевском районе Мордовии Российской Федерации.
Административный центр — село Вечерлей.

## История
Статус и границы сельского поселения установлены Законом Республики Мордовия от 28 декабря 2004 года № 116-З «Об установлении границ муниципальных образований Атяшевского муниципального района, Атяшевского муниципального района и наделении их статусом сельского поселения, городского поселения и муниципального района».
Упразднено в 2019 году с включением всех населённых пунктов в Киржеманское сельское поселение.

## Население
| 2002 | 2010 | 2012 | 2013 | 2014 | 2015 | 2016 |
| ---- | ---- | ---- | ---- | ---- | ---- | ---- |
| 743  | ↘635 | ↘613 | ↘602 | ↘565 | ↘545 | ↘524 |
| 2017 | 2018 | 2019 |      |      |      |      |
| ↘511 | ↘491 | ↘476 |      |      |      |      |

## Состав сельского поселения
| № | Населённый пункт | Тип населённого пункта | Население |
| - | ---------------- | ---------------------- | --------- |
| 1 | Ахматово         | село                   | ↘196      |
| 2 | Вечерлей         | село                   | ↘404      |
| 3 | Дады             | село                   | ↘16       |
| 4 | Пичинейка        | деревня                | ↘19       |